# Rupert Bear
Rupert Bear (conosciuta anche con il titolo Orsetto Rupert - Segui la magia...) è una serie televisiva animata prodotto nel Regno Unito da Cosgrove Hall Films Productions e Entertainment Rights. In Italia la serie viene trasmessa su Playhouse Disney dal novembre 2007, poi su Italia 1 dal 30 novembre 2009, poi su Boomerang dal 31 maggio 2010, e infine viene replicato su Cartoonito dal 22 agosto 2011.

## Personaggi
- Rupert Bear
- Bill Badger
- Edward Trunk
- Ping Pong
- Ming
- Raggety
- Freddy e Freda
- Miranda
- Podgy Pig
- Bruce

## Doppiaggio
| Nome del personaggio | Doppiatore italiano |
| -------------------- | ------------------- |
| Rupert               | Stefano Onofri      |
| Ping Pong            | Maura Cenciarelli   |
| Bill                 | Daniele Raffaeli    |
| Edward               | Paolo Vivio         |
| Raggerty             | Gilberta Crispino   |
| Fred                 | Gabriele Lopez      |
| Frieda               | Eleonora Reti       |
| Miranda              | Rosalinda Galli     |